# آبي داغوستينو
آبي داغوستينو (بالإنجليزية: Abbey D'Agostino)‏ هي منافسة ألعاب القوى أمريكية، ولدت في 25 مايو 1992 في Topsfield, Massachusetts ‏ في الولايات المتحدة.

## وصلات خارجية
- آبي داغوستينو على موقع الاتحاد الدولي لألعاب القوى (الإنجليزية)
- آبي داغوستينو على موقع TFRRS.org (الإنجليزية)
- آبي داغوستينو على موقع اللجنة الأولمبية الدولية (الإنجليزية)
- آبي داغوستينو على موقع أوليمبيديا (الإنجليزية)
- آبي داغوستينو على موقع اللجنة الأولمبية والبارالمبية الأمريكية (الإنجليزية)